# Nikki Nova
Nikki Nova (Hampton, Virginia; 5 de enero de 1972) es una  actriz y modelo erótica estadounidense. 
Ha aparecido en varias películas pornográficas, incluyendo All Nude Nikki y varios videos fetish.
Hasta 2005 Nova fue copresentadora del programa Night Calls 411 de Playboy TV, desde que remplazó a Tera Patrick en 2003. También ha aparecido en el Show de Howard Stern y en el documental para TV Pornucopia.
El 4 de noviembre de 2005, Nova fue gravemente herida tras caerse de un caballo en una sesión fotográfica.